# Mario Zanin (Radsportler)
Mario Zanin (* 3. Juli 1940 in Sarano di Santa Lucia, Treviso) ist ein ehemaliger italienischer Radrennfahrer.
Als 22-Jähriger hatte er bei der Tour de l’Avenir 1962 in der Squadra Azzurra sein Debüt und konnte je einmal Etappenzweiter und Etappendritter werden. Bedeutendster Erfolg war 1963 der Sieg beim Gran Premio Belvedere und 1964 bei der italienischen Straßenmeisterschaft. Nach einem achtbaren 10. Platz bei der Straßenweltmeisterschaft der Amateure wurde er bei den Olympischen Sommerspielen 1964 in Tokio Olympiasieger im olympischen Straßenrennen. Seine Siegerzeit über die Distanz von 195 Kilometern bei strömendem Regen betrug vier Stunden, 39 Minuten, 51 Sekunden und 63 Hundertstel. Damit lag er in einer der knappsten Entscheidungen in der olympischen Radsportgeschichte nur zwei Hundertstel Sekunden vor dem Zweitplatzierten Dänen Kjell Rodian und elf Hundertstel Sekunden vor dem Belgier Walter Godefroot als Bronzemedaillengewinner.
Im Jahr nach seinem Olympiasieg wechselte er in den Profibereich, wo er für die Sportgruppen Maino, Mainetti und Max Meyer und ein Jahr ohne Vertrag fuhr. 1966 gewann er als Gastfahrer für das Schweizer Team Queen Anne fahrend die 11. Etappe der Vuelta a España. Zwei Jahre später beendete er seine aktive Laufbahn als 28-Jähriger, nachdem er im Kelvinator-Team den Giro d’Italia zum dritten Mal bestritten hatte. Als Berufsfahrer konnte er lediglich einen Sieg erringen.